# Смирнов Микола Федорович (сапер)
Микола Федорович Смирнов (1907—1943) — єфрейтор Робітничо-селянської Червоної армії, учасник Німецько-радянської війни, Герой Радянського Союзу (1943).

## Біографія
Микола Смирнов народився 12 листопада 1907 року у селі Попадіно (нині — Антроповський район Костромської області). Після закінчення початкової школи працював у колгоспі. У липні 1941 року Смирнов призваний на службу в РСЧА та направлений на фронт.
До жовтня 1943 року єфрейтор Микола Смирнов був сапером 233-го окремого саперного батальйону 149-ї стрілецької дивізії 65-ї армії Центрального фронту. Відзначився під час битви за Дніпро. 15 жовтня 1943 року Смирнов переправляв радянських бійців і командирів через Дніпро на території Лоєвського району Гомельської області Білоруської РСР. Коли човен Смирнова був потоплений, він знайшов інший і продовжував виконувати бойове завдання. Під час чергового рейсу Смирнов був убитий. Похований у братській могилі в селі Лопатні Ріпкинського району Чернігівської області.
Указом Президії Верховної ради СРСР від 30 жовтня 1943 року за «зразкове виконання бойових завдань командування на фронті боротьби з німецькими загарбниками і проявлені при цьому мужність і героїзм» єфрейтор Микола Смирнов посмертно був удостоєний високого звання Героя Радянського Союзу. Також був нагороджений орденами Леніна та Червоної Зірки.
На честь Смирнова названа вулиця в Антропово.